# Nya Zeelands damlandslag i volleyboll
Nya Zeelands damlandslag i volleyboll (engelska: New Zealand women's national volleyball team) representerar Nya Zeeland i volleyboll på damsidan. Laget slutade på fjärde plats vid asiatiska mästerskapet 1987.

### Fotnoter
1. ↑  Todor Krastev (19 mars 1987). ”Women Volleyball Asian Championship 1987 Shanghai (CHN) - 07-15.06 Winner China” (på engelska). Sport Statistics. Arkiverad från originalet den 8 maj 2009. https://www.webcitation.org/5gcuxrfPd?url=http://todor66.com/volleyball/Asia/Women_1987.html. Läst 28 juni 2015.